# جان جاك غريفز
جان جاك غريفز (بالفرنسية: Jean-Jacques Greif)‏ هو كاتب وصحفي وكاتب للأطفال فرنسي، ولد في 23 سبتمبر 1944 في باريس في فرنسا.